# Seoci (Jajce, BiH)
Seoci su naseljeno mjesto u općini Jajce, Federacija Bosne i Hercegovine, BiH.
Naselje se nalazi na obroncima planine Ranče, sjeverno od Jajca.

## Stanovništvo

### 1991.
Nacionalni sastav stanovništva 1991. godine, bio je sljedeći:
ukupno: 423
- Hrvati - 422
- Jugoslaveni - 1

### 2013.
Nacionalni sastav stanovništva 2013. godine, bio je sljedeći:
ukupno: 250
- Hrvati - 250

## Vanjske poveznice
- Satelitska snimka  Arhivirana inačica izvorne stranice od 7. ožujka 2021. (Wayback Machine)